# Folhelho Burgess

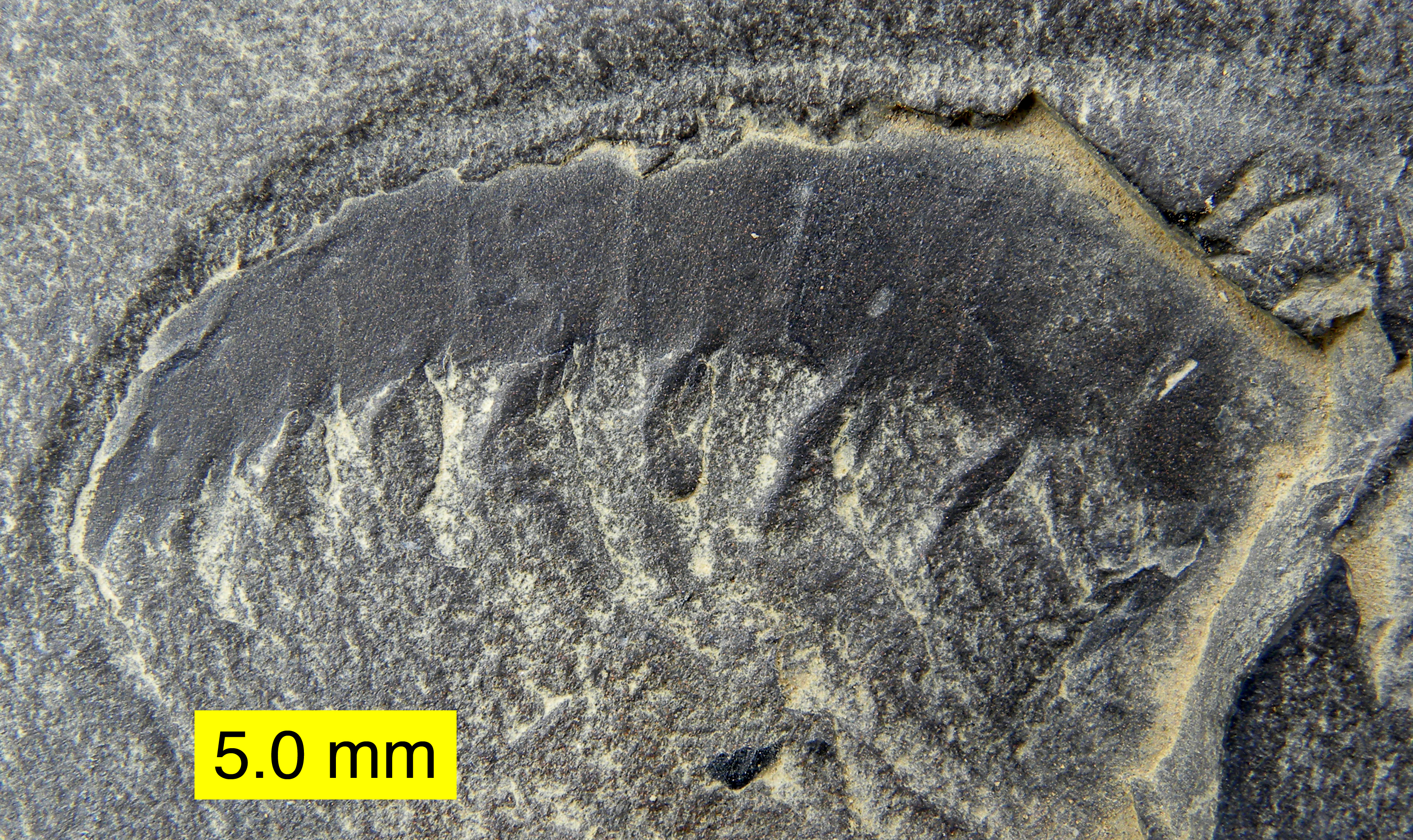

O Folhelho Burgess ou Xistos de Burgess é um sítio fossilífero das Rochosas localizado em Colúmbia Britânica, Canadá, e é considerado uma das principais jazidas de fósseis do mundo. Contém grande número de fósseis do período Cambriano médio extraordinariamente preservados, incluindo vários tipos de invertebrados e também os animais dos quais evoluíram os cordados, como o Pikaia, advindo daí a sua extrema importância na paleontologia. 
Folhelho Burgess foi o termo informal que Charles Walcott usou para se referir a unidade fossilífera, que mais tarde passou a ser aplicada mais amplamente para descrever o tipo de agrupamento de fósseis que é encontrado na pedreira de Walcott. O sítio fossilífero pertence a formação Stephen, que possui uma parte "fina" e outra "grossa", alguns pesquisadores consideram que a parte "fina" deva ser separada como formação Folhelho Burgess.

## Fósseis descritos
Até 1994, 125 gêneros haviam sido descritos dos folhelhos Burgess.
- Aysheaia
- Marrella
- Yohoia
- Opabinia
- Nectocaris
- Odontogriphus
- Hallucigenia
- Branchiocaris
- Aysheaia
- Odaria
- Sidneyia
- Sanctacaris
- Anomalocaris